# Sistema Nacional de Investigadoras e Investigadores (México)
El Sistema Nacional de Investigadoras e Investigadores (SNII) de México se creó el 26 de julio de 1984 por acuerdo presidencial publicado en el Diario Oficial de la Federación, para reconocer la labor de las personas dedicadas a producir conocimiento científico y tecnológico. El propósito general es promover el desarrollo de las actividades relacionadas con la investigación para fortalecer su calidad, desempeño y eficiencia. El reconocimiento se otorga a través de la evaluación por pares y consiste en otorgar el nombramiento de Investigador Nacional. Esta distinción simboliza la calidad y prestigio de las contribuciones científicas. Simultáneamente al nombramiento se otorgan incentivos económicos a través de becas cuyo monto varía con el nivel asignado, en el caso de ser investigadores que radiquen en México. 
El objeto del SNII es reconocer la labor de investigación en el país, a través de un concurso científico y tecnológico, y contribuir con ello a incrementar la competitividad internacional en la materia y a la resolución de los problemas nacionales. Como premio se otorgan distinciones y estímulos económicos que certifican la calidad, productividad, trascendencia e impacto del trabajo de los investigadores seleccionados. Recientemente, el SNII permitió la integración de investigadores mexicanos que residan en el extranjero siempre y cuando cumplan con los requisitos y disposiciones señalados en su reglamento vigente. Si bien este tipo de nombramiento no implica un incentivo económico, es un paso al fortalecimiento de redes de investigación científica mexicana a nivel internacional.
Para el ingreso al SNII se consideran fundamentalmente las aportaciones al conocimiento científico, tecnológico, social y cultural, mediante la investigación científica o tecnológica, la formación de recursos humanos especializados, la divulgación de la ciencia y la tecnología, la creación de grupos de investigación, el desarrollo de infraestructura científica y tecnológica, así como las labores para vincular la actividad de investigación con los sectores público, social y privado. Las distinciones que confiere el SNII se clasifican en tres categorías, de acuerdo con los requisitos fundamentales que se establecen en este reglamento:
- Candidato a Investigador Nacional;
- Investigador Nacional, con tres niveles;
- Investigador Nacional Emérito.

El SNII cuenta con un Consejo de Aprobación, un Comité Consultivo, siete Comisiones Dictaminadoras, siete Comisiones Dictaminadoras Revisoras, una Junta de Honor, un secretario ejecutivo y un director de área.
Hasta enero de 2019 se tenían vigentes un total de 30,548 investigadores.

## La Organización
El Sistema Nacional de Investigadores (SNI) es una agencia gubernamental que promueve y evalúa la investigación de forma profesional en México. Su objetivo es promover y reforzar la cantidad y calidad de la investigación en México mediante la evaluación del trabajo hecho. Promueve el interés de los investigadores a través de trabajo político y social. Es un subsidiario del Consejo Nacional de Ciencia y Tecnología (México) y una parte integral del Sistema de Educación Superior y Científico en México. La organización ha sido la clave para representar a la academia ante el gobierno federal. Funciona incrementando el número activo de investigadores en México, a través de la creación y retención de investigadores destacados así como trabajando para unir con la calidad de la educación profesional, con un enfoque particular en las Ciencias duras. La organización también ofrece otras garantías, como que en 2009 alcanzó más de dos mil millones de pesos.
El SNI es una de las bases del sistema de educación superior en el país, y está autorizado para dar rangos tanto a investigaciones como a investigadores. El prestigio de la membresía en el sistema no tiene igual en México, y la mayoría de las universidades mexicanas e instituciones tienen una conexión con la empresa. Como sea, la organización ha sido criticada en los 2000s. Una crítica de la organización es que ha reemplazado a las universidades en la función de evaluar las investigaciones de México. Como sea, la mayor parte de las instituciones de nivel superior en México aceptan las evaluaciones del SNI. Otra crítica ha sido que el sistema no le da suficiente reconocimiento al trabajo de enseñanza y difusión de resultados (conferencias, etcétera). También, que no hace distinción entre los que están en las ciencias físicas, y sociales o humanidades, no obstante tengan diferentes maneras de trabajar.

## Membresía
La evaluación de los miembros potenciales recae mayormente en sus credenciales académicas y producción pero también incluye otros factores como la creación de programas y proyectos.  Para ser y mantenerte como un miembro del SNI, los investigadores deben mostrar un historial de investigación sistemática en sus campos, hecho como parte de su empleo con una universidad o institución y debidamente documentada. Al menos 20 horas por semana deben ocuparse en la investigación, si no en México, en el extranjero con relación total a la investigación. Los investigadores son evaluados a través de la publicación de sus artículos, libros, resultados de investigación y capítulos de libros así como patentes, innovaciones tecnológicas y transferencias tecnológicas, si es el caso. Otras áreas para la evaluación incluyen la dirección de las tesis de posgrado y de licenciatura, además de la impartición de cursos de posgrado y la formación de nuevos investigadores y grupos de investigación.
Existen dos categorías principales: Candidato e Investigador Nacional, con una escalera dividida en tres subniveles: nivel I, nivel II y nivel III; además de Investigador Nacional Emérito. Los candidatos a admisión en la organización deben tener el grado de doctor, demostrar la habilidad para reaccionar y la capacidad de llevar a cabo investigaciones originales, sin que hayan pasado más de 15 años de haber conseguido sus títulos (salvo algunas excepciones). Para el nivel I, el investigador debe mostrar también su trabajo en la dirección de las tesis y su trabajo en cursos de enseñanza a nivel profesional y licenciatura como también su experiencia en la creación de conocimiento en sus campos. Para el nivel II, se necesitan los requisitos anteriores, además la calidad de su investigación en su campo debe ser reconocida por el sistema (SNI). Se requiere un mayor nivel de dirección de tesis u otras formas de apoyo a la enseñanza. El nivel III está reservado para los investigadores que han hecho contribuciones significativas en sus campos en México. Todos los niveles están sujetos a una revaluación, excepto por Emeritus, que es de por vida.
Menos de la mitad de todos los investigadores son miembros, la mayoría están en el grado de candidatos. Investigadores mexicanos que laboran en el extranjero y son miembros del SNI no reciben un incentivo económico, y su membresía es considerada una distinción académica. En los últimos años, la organización ha tenido problemas en reclutar investigadores jóvenes. La mayor parte de los miembros, un poco más del 50% son del área de la Ciudad de México, con otras concentraciones de investigadores en Baja California, Guanajuato, Estado de Hidalgo, Estado de México, Jalisco, Michoacán, Morelos, Nuevo León, Puebla, San Luis Potosí, Sonora y Veracruz.

## Historia
La idea de la organización surge en 1982, cuando la crisis económica del país disminuyó los salarios de los investigadores, llevando a varios a dejar el país para encontrar oportunidades. Entre los promotores iniciales están Jorge Flores, Salvador Malo y José Sarukhán, seguido de Jesús Reyes Heroles (después cabeza del Secretaría de Educación Pública) y el presidente Miguel de la Madrid.
El perfil de la organización fue expuesto en octubre de 1983. Academia Mexicana de Ciencias (en ese entonces la Academia de la Investigación Científica) en Oaxtepec, Morelos. La organización fue aprobada por el presidente de México en agosto de 1984. Las prioridades primordiales consisten en seleccionar la primera ronda de miembros y establecer salarios para los investigadores, con la finalidad de revertir la fuga de cerebros
Desde su formación inicial ha experimentado reformas y ajustes de organización y criterios de evaluación, notablemente en 1986, 1988, 1993 y 1995. Durante este tiempo fue parte del programa más largo del CONACYT con el objetivo de reformar la educación de postgrado en el país, que sufría de bajos estándares y mala calidad.
La organización ha crecido de los 1,200 miembros iniciales a más de 30,500 (2019). Ha afectado como se acreditan los estudios de postgrado en México y ha sido instrumento en la creación de políticas públicas hacia la investigación, especialmente en ciencias. Sin embargo, después de 25 años, ha habido problemas como fatiga institucional por los cambios en tecnología y otros cambios en la educación superior. México sigue teniendo obstáculos para competir de forma internacional en el campo de la investigación. Sigue habiendo una severa escasez de investigadores de ciencias en México, habiendo .5 investigadores por cada 100,000 personas económicamente activas, similar a Guatemala, con Argentina teniendo el mayor número. En 2011, México ocupó el puesto 35, por debajo de Brasil, Sudáfrica y China en actividad de investigación. La mayor parte de la actividad de investigación se concentra más en artículos revisados por pares, que en la creación de patentes económicamente importantes.